# Khalil Greene
Khalil Thabit Greene (Butler, Pennsylvania, 21 de outubro de 1979) é um ex-jogador de beisebol que atuava como rebatedor. Profissionalmente, Greene defendeu o San Diego Padres e o St. Louis Cardinals onde conquistou prêmios  individuais como o Golden Spikes Award  e o
Dick Howser Trophy , ambos en 2002. 
Em 29 de junho de 2009 Greene foi colocado na lista de inaptos para o esporte após ser diagnosticado com fobia social. E em 4 de outubro do mesmo ano o Cardinals o desligou oficialmente do clube. No ano de 2010 Greene assinou contrato com o Texas Rangers, porém,  após mais uma crise de fobia social ele teve seu contrato anulado em fevereiro do mesmo ano.